# تشاه مبارك (عسلوية)
تشاه مبارك (بالفارسية: چاه‌مبارک) هي مدينة تقع في إيران في قسم تشاه مبارك الريفي. يقدر عدد سكانها بـ 5,400نسمة .